# タッソー、悲劇と勝利
『タッソー、悲劇と勝利』（タッソー、ひげきとしょうり、Tasso, lamento e trionfo）S.96は、フランツ・リストが作曲した2番目の交響詩。『タッソ、嘆きと凱旋』などの表記もある。

## 概要
1849年にゲーテの生誕100周年祭に当たって、戯曲『タッソー』がヴァイマルで8月28日に上演された際に、その序曲として作曲され、初演された。スケッチは2年前の1847年8月から始められたという。タッソーは、イタリアのルネサンス期の詩人で、「解放されたエルサレム」で広く知られていた。リストはかつてヴェネツィアで、ゴンドラの船頭がタッソーの「解放されたエルサレム」を歌うのを聞いて大変感銘を受けたことがあったが、作曲に当たってこのヴェネツィアで聞いた船頭の歌を曲の中心となる主題にして、最初はピアノ曲の形でまとめた。だが、たまたまその完成の頃にゲーテの戯曲への序曲を作曲するように依頼されたため、それを管弦楽のために変更した。
作曲に当たってリストは、最初タッソーの生涯での3つの面、いわゆる最初のフェラーラにおける愛と悩み、次にローマで与えられた栄光、最後にヴェネツィアの船頭の歌にまで生きている永遠の生命によって3部から成る大作を書くことを考えたのだが、結局は現在のようにタッソーの悲劇と勝利を表した2つの部分から成る曲として完成された。また1849年の初演後に何度か手を加えられ、1854年4月19日の再演された際に現在の完成された形となった。

## 編成
ピッコロ、フルート2、オーボエ2、クラリネット2、バスクラリネット、ファゴット2、ホルン4、トランペット4、トロンボーン3、チューバ、ティンパニ、トライアングル、小太鼓、大太鼓、ハープ、弦五部

## 演奏時間
約20分。

## 構成
ヴェネツィアの船頭の歌からとられたタッソーの主題がバス・クラリネットで提示され、これが中心となってタッソーの悲劇を表した第1部から、後半の第2部は高らかな勝利が謳いあげられる。